# Gertschiola neuquena
Gertschiola neuquena là một loài nhện trong họ Pholcidae. Loài này được phát hiện ở Argentina.